# 松木邦裕
松木 邦裕（まつき くにひろ、1950年11月6日 - ）は、日本の医学者・精神科医・精神分析家。京都大学名誉教授。

## 来歴
- 1950年11月6日 - 佐賀県佐賀市に生まれる[2]
- 1975年 - 熊本大学医学部医学科卒業。九州大学心療内科医員
- 1978年 - 福岡大学医学部精神医学教室医員。後に講師
- 1985年 - タビストック・クリニック（イギリス）留学
- 1987年 - 医療法人恵愛会福間病院精神科部長
- 1999年 - 精神分析オフィス開業
- 2010年 - 京都大学大学院教育学研究科教授

京都大学大学院教育学研究科附属臨床教育実践研究センター教授。2016年定年退任、名誉教授。

## 受賞歴
- 1990年 - 日本精神分析学会奨励賞

## 学会
- 国際精神分析学会
- 日本精神分析学会元会長
- 日本精神分析協会正会員、訓練分析家
- 日本心理臨床学会評議員

## 著書

### 単著
- 『対象関係論を学ぶ—クライン派精神分析入門』岩崎学術出版社、1996年。ISBN 9784753396054。
- 『摂食障害の治療技法—対象関係論からのアプローチ』金剛出版、1997年。ISBN 9784772405607。
- 『精神病というこころ—どのようにして起こりいかに対応するか』新曜社、2000年。ISBN 9784788507319。
- 『精神科臨床での日常的冒険—限られた風景の中で』金剛出版、2001年。ISBN 9784772406857。
- 『分析臨床での発見—転移・解釈・罪悪感』岩崎学術出版社、2002年。ISBN 9784753302109。
- 『分析空間での出会い—逆転移から転移へ』人文書院、2003年。ISBN 9784409390016。
- 『私説 対象関係論的心理療法入門—精神分析的アプローチのすすめ』金剛出版、2005年。ISBN 9784772408790。
- 『摂食障害というこころ—創られた悲劇／築かれた閉塞』新曜社、2008年。ISBN 9784788511064。
- 『精神分析体験：ビオンの宇宙―対象関係論を学ぶ立志編』岩崎学術出版社、2009年。ISBN 9784753309023。
- 『分析実践の進展—精神分析臨床論考集』創元社、2010年。ISBN 9784422114408。
- 『精神分析臨床家の流儀』金剛出版、2010年。ISBN 9784772411509。
- 『不在論—根源的苦痛の精神分析』創元社、2011年。ISBN 9784422115238。
- 『耳の傾け方 こころの臨床家を目指す人たちへ』岩崎学術出版社 2015
- 『こころに出会う 臨床精神分析 その学びと学び方』創元社

### 共著
- 『「現代のエスプリ」別冊 現代の精神分析家シリーズ　オールアバウト「メラニー・クライン」』編 至文堂 2004
- 『心理臨床の広がり』岸本寛史、氏原寛、皆藤章、大塚義孝共著 新曜社 帝塚山学院大学大学院〈公開カウンセリング講座〉2009
- 『松木邦裕との対決 精神分析的対論』細澤仁編 岩崎学術出版社 2012
- 藤山直樹、細澤仁『精神分析を語る』みすず書房、201 3。ISBN 9784622077909。
- 瀧井正人、鈴木智美『摂食障害との出会いと挑戦—アンチマニュアル的鼎談』岩崎学術出版社、2014年。ISBN 9784753310791。
- 『夢、夢見ること』藤山直樹共著 創元社 こころの臨床セミナーBOOK 2015
- 『精神分析の本質と方法』藤山直樹共著 創元社 こころの臨床セミナーBOOK 2015

### 共編著
- 『精神分析事典』岩崎学術出版社、2002年。ISBN 9784753302031。
- 賀来博光共編 編『抑うつの精神分析的アプローチ—病理の理解と心理療法による援助の実際』金剛出版、2007年。ISBN 9784772409896。
- 東中園聡共編 編『精神病の精神分析的アプローチ—その実際と今日的意義』金剛出版、2008年。ISBN 9784772410328。
- 『現代フロイト読本』1-2 西園昌久監修 北山修編集代表 藤山直樹、福本修共編 みすず書房 2008

### 翻訳
- 『クライン派の臨床 ハンナ・スィーガル論文集』岩崎学術出版社 現代精神分析双書 1988
- パトリック・ケースメント『患者から学ぶ ウィニコットとビオンの臨床応用』岩崎学術出版社 1991
- E.B.スピリウス編『メラニー・クライントゥデイ』全3巻 監訳 岩崎学術出版社 1993‐2000
- ウィルフレッド・R.ビオン『ビオンの臨床セミナー』祖父江典人共訳 金剛出版 2000
- ロナルド・ブリトン『信念と想像 精神分析のこころの探求』監訳 古賀靖彦訳 金剛出版 2002
- 『対象関係論の基礎 クライニアン・クラシックス』編・監訳 新曜社 2003
- パトリック・ケースメント『あやまちから学ぶ 精神分析と心理療法での教義を超えて』監訳 岩崎学術出版社 2004
- J.ミルトン、C.ポルマー、J.ファブリシアス『精神分析入門講座 英国学派を中心に』監訳 浅野元志訳 岩崎学術出版社 2006
- ウィルフレッド・R.ビオン『再考 精神病の精神分析論』監訳 中川慎一郎訳 金剛出版 2007
- パトリック・ケースメント『人生から学ぶ ひとりの精神分析家になること』監訳 山田信訳 岩崎学術出版社 2009
- ドナルド・メルツァー『精神分析過程』監訳 飛谷渉訳 金剛出版 2010
- キャロライン・ガーランド編『トラウマを理解する 対象関係論に基づく臨床アプローチ』監訳 田中健夫、梅本園乃訳 岩崎学術出版社 2011
- R.ケイパー『米国クライン派の臨床 自分自身のこころ』監訳 池田暁史、久保田圭子、坂井俊之、藤巻純、古川俊一、別所晶子訳 岩崎学術出版社 2011
- ドナルド・メルツァー『こころの性愛状態』古賀靖彦共監訳 金剛出版 2012
- ドナルド・メルツァー『クライン派の発展』監訳 世良洋、黒河内美鈴訳 金剛出版 2015

## 関連書籍
- 細澤仁 編『松木邦裕との対決』岩崎学術出版社、2012年。ISBN 9784753310425。

## 関連人物
- 成田善弘
- 川谷大治
- ハンナ・シーガル